# قضاء المصطبة
قضاء المصطبة قضاء يقع في لواء قصبة جرش، محافظة جرش في الأردن. ينتمي القضاء للواء قصبة جرش الذي يضم 3 أقضية. يقدر عدد سكانه بـ 16904 نسمة حسب إحصاء 2015.
تم استحداثه بتاريخ 1-1-1996 ويضم مجلس بلدي واحد مركزه المصطبة ويشمل قرى المصطبة، مرصع، جبة، تلعة الرز، الرحمانية، الراية. ويقع قضاء المصطبة في الجهة الجنوبية من محافظة جرش ويجاوره من الغرب والجنوب محافظة البلقاء ومن الشمال لواء قصبة جرش.

## الوصلات الخارجية
- دائرة الاحصاءات العامة